# Derbenti-kapu

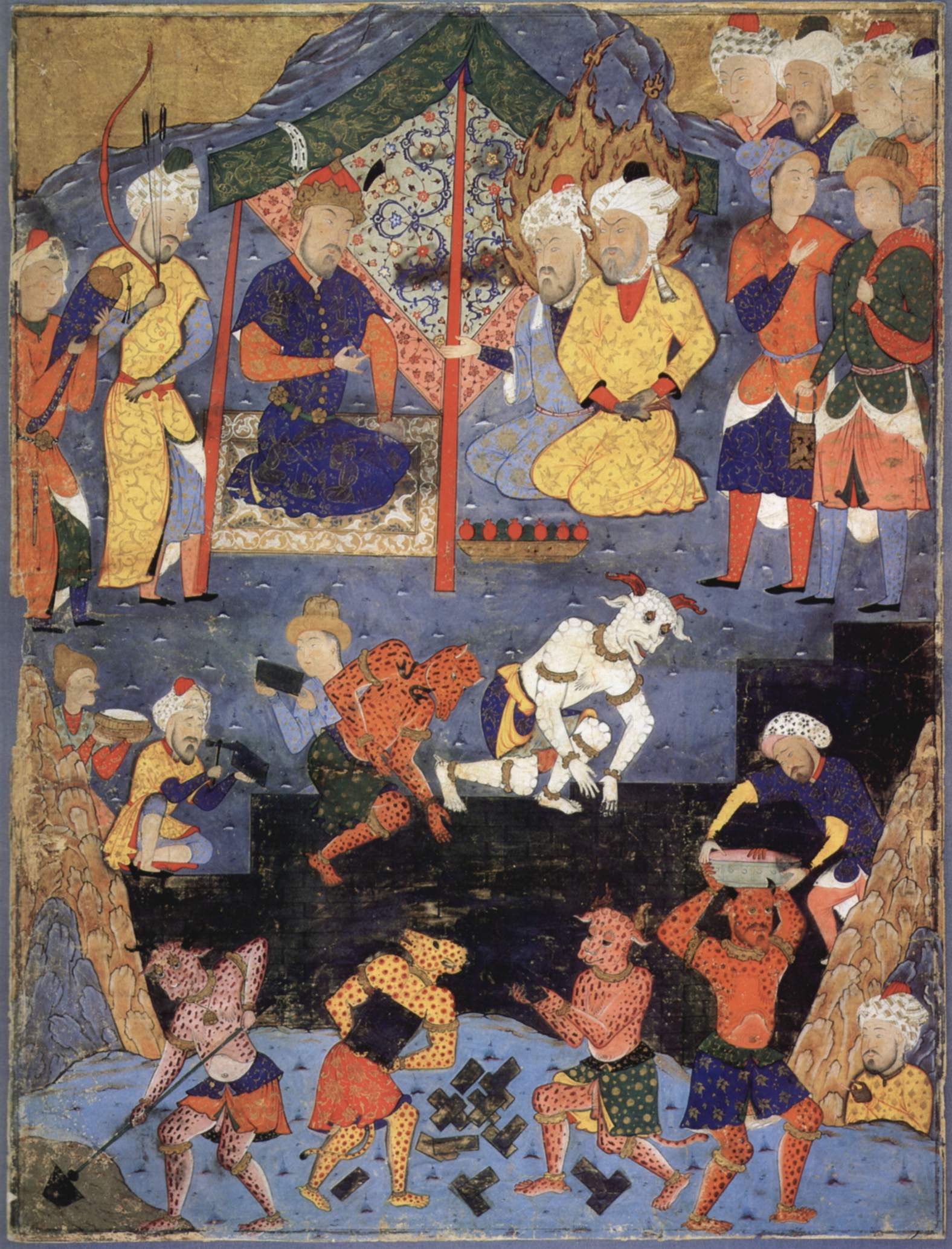
A Derbenti-kapu építése egy perzsa miniatúrán

A Derbenti-kapu vagy Nagy Sándor kapuja a Kaukázus egyik fontos átjárója vagy kapuja, a Derbent városánál fekvő erődrendszer volt.

## Leírása
A Kaukázus két fontos észak-déli átjárója a Derbenti-kapu és az Alán-kapu (vagy Darjal-szoros) volt. E két fontos átjáró közül a Derbenti-kapu a Kaukázus keleti részén, a hegység és a Kaszpi-tenger közötti  mintegy 3, 3 és fél kilométer széles földsáv. Derbent városa az átjáró bejáratánál áll, melyről a nevét kapta, és itt állt egykor a Nagy Sándornak tulajdonított erődrendszer is, amely a Kaukázus északi oldalán élő nomád törzsek távoltartására épült.
Maga a Darband elnevezés a 7. században bukkant fel először a város neveként. Arab elnevezése: Bāb wa’l-Abwāb (a Kapu és a Kapuk), Bāb al-Abwāb (a Kapuk Kapuja) vagy al-Bāb (a Kapu) jelentésű, a régi örmény forrásokban pedig „a hunok kapuja” néven volt említve. A város mai elnevezése is hasonló értelmű; az újperzsa darband (dar = kapu és band = fémrúd; akadály, gát, torlasz) kifejezésből származik.
A ma Dagesztán területén található város, Derbent és az itt még a szászánidák idején felépült erőd egykor nagy stratégiai jelentőséggel bírt, mivel a Kaukázus hegyei és a tenger között itt  a legkeskenyebb a szoros vagy átjáró.
Az itt épült egykori erőd falai 20 méter magasak és 3 méter vastagok voltak, melyek sikeresen védték meg a hegység északi oldalán élő törzsektől a perzsa birodalom területeit.
A Nagy Sándor kapujáról – melyet az a hegyek túloldalán élő „vad” népek ellen a Kaukázus átjáróiba épített – szóló legendát korábbi forrásokból merítve a 3. században már a szírek is feldolgozták, de többek között Iosephus Flavius is említést tett róla az alánok i. sz. 35. évi, Média és Arménia ellen indított hadjáratával kapcsolatban, majd Szent Jeromos írt róla, párhuzamként állítva azt a hunok 395. évi, a Római Birodalom keleti tartományai elleni hadjáratával.